# 제인 폰다
제인 시모어 폰다(영어: Jane Seymour Fonda, 1937년 12월 21일 ~ )는 미국의 배우, 작가, 사회운동가이다. 젊어서는 모델 활동을 했으며, 후에는 피트니스계 선구자가 되었다. 1971년 영화 《콜걸》과 1978년 영화 《귀향》을 통해 아카데미 여우주연상을 2회 수상하였으며, 영국 아카데미 영화상 2회, 골든 글로브상 7회, 프라임타임 에미상 1회를 비롯해 무수한 상을 받았다. 미국 영화 연구소 평생공로상, 명예 황금종려상, 골든 글로브 세실 B. 드밀상 수상자이기도 하다.
제인 폰다는 1937년 12월 21일 사교계 명사 프랜시스 포드 시모어와 배우 헨리 폰다 사이에서 태어났다. 1960년 브로드웨이 연극 《There Was a Little Girl》로 데뷔하여 토니상 연극 부문 여우조연상 후보에 올랐다. 같은 해 후반 로맨틱 코미디 《톨 스토리》로 영화계에도 진출하였다. 1960년대에 《뉴욕의 일요일》(1963), 《맨발 공원》(1967)과 같은 코미디 영화들과 《캣 벌루》(1965), 《바바렐라》(1968)처럼 섹스 심벌 성격을 강조한 영화들로 유명해졌다.
《그들은 말을 쏘았다》(1969)로 처음 아카데미상 후보에 오르면서 세대를 대표하는 여배우로 자리매김하기 시작하였다. 1970년대에 《콜걸》(1971)과 《귀향》(1978)으로 아카데미 여우주연상을 두 번 수상하고 《줄리아》(1977), 《차이나 신드롬》(1979), 《황금 연못》(1981), 《살의의 아침》(1986)으로 네 번 더 후보에 지명되었다. 《폭소 대소동》(1977), 《캘리포니아의 다섯 부부》(1978), 《일렉트릭 호스맨》(1979), 《나인 투 파이브》(1980) 같은 영화들이 연이어 관객몰이에 성공하여 박스오피스 흥행 스타로서의 지위를 공고히 다졌다. 텔레비전 영화 《더 돌메이커》(1984)로 1984년 제36회 프라임타임 에미상 미니시리즈·TV영화 부문 여우주연상을 받기도 했다.
1982년 폰다는 자신의 첫 피트니스 비디오 《Jane Fonda's Workout》를 출시했으며, 이는 당대에 가장 많이 팔린 비디오 테이프가 되었다. 이후 1995년까지 13년 동안 총 22편의 운동 비디오를 출시하여 1700만 장의 판매고를 올렸으며 수익은 모두 사회 운동 자금으로 쓰였다.
1990년 《스탠리와 아이리스》 출연을 마지막으로 폰다는 연기 활동을 중단하였다가 2005년 코미디 영화 《퍼펙트 웨딩》으로 재개하였다. 2009년 《33개의 변주곡》(33 Variations)을 통해 브로드웨이 연극 무대에도 복귀하며 토니상 연극 부문 여우주연상 후보에 올랐다. 《조지아 룰》(2007), 독립 영화 《유스》(2015), 《밤에 우리 영혼은》(2017) 등의 영화에 출연했으며, 넷플릭스 코미디 드라마 《그레이스 앤 프랭키》(2015-22)로 2017년 제69회 프라임타임 에미상 코미디 시리즈 부문 여우주연상 후보가 되었다.
폰다는 많은 정치 활동을 벌여온 것으로도 유명하다. 특히 반문화 시대에 베트남 전쟁에 반대했는데, 1972년 하노이를 방문했을 때 북베트남군의 대공포 위에 올라앉은 모습을 사진 찍히면서 "하노이 제인"이라는 칭호를 얻었으며 사실상 할리우드 블랙리스트에 올랐다. 본인을 여성주의자이자 환경운동가로 규정하는 폰다는 이라크 전쟁과 여성을 대상으로 한 폭력에 반대하는 활동도 벌였다. 2005년 로빈 모건, 글로리아 스타이넘과 함께 여성미디어센터(Women's Media Center)를 창립했으며 현재 이사진으로 재직하고 있다.
2005년 자서전 《My Life So Far》를 출간했다.

## 출연 작품

### 영화
| 연도 | 제목                                              | 원제                           | 배역                                   | 비고                     |
| ---- | ------------------------------------------------- | ------------------------------ | -------------------------------------- | ------------------------ |
| 1960 | 톨 스토리                                         | Tall Story                     | 준 라이더                              |                          |
| 1962 | 적응 기간                                         | Period of Adjustment           | 이저벨 해버스틱                        |                          |
| 1963 | 뉴욕의 일요일                                     | Sunday in New York             | 아일린 타일러                          |                          |
| 1965 | 캣 벌루                                           | Cat Ballou                     | 캐서린 "캣" 벌루                       |                          |
| 1966 | 체이스                                            | The Chase                      | 애나 리브스                            |                          |
| 1967 | 맨발 공원                                         | Barefoot in the Park           | 코리 브래터                            |                          |
| 1968 | 죽음의 영혼                                       | Spirits of the Dead            | 프레데리크, 메트젠게르슈테인 백작 부인 |                          |
| 1968 | 바바렐라                                          | Barbarella                     | 바바렐라                               |                          |
| 1969 | 그들은 말을 쏘았다                                | They Shoot Horses, Don't They? | 글로리아 비티                          |                          |
| 1971 | 콜걸                                              | Klute                          | 브리 대니얼스                          |                          |
| 1972 | 만사형통                                          | Tout Va Bien                   | 수잰                                   |                          |
| 1973 | 인형의 집                                         | A Doll's House                 | 노라 헬메르                            |                          |
| 1976 | 파랑새                                            | The Blue Bird                  | 더 나이트                              |                          |
| 1977 | 폭소 대소동                                       | Fun with Dick and Jane         | 제인 하퍼                              |                          |
| 1977 | 줄리아                                            | Julia                          | 릴리언 헬먼                            |                          |
| 1978 | 귀향                                              | Coming Home                    | 샐리 하이드                            |                          |
| 1978 | 컴스 호스맨                                       | Comes a Horseman               | 엘라 코너스                            |                          |
| 1978 | 캘리포니아의 다섯 부부                            | California Suite               | 해나 워런                              |                          |
| 1979 | 차이나 신드롬                                     | The China Syndrome             | 킴벌리 웰스                            |                          |
| 1979 | 일렉트릭 호스맨                                   | The Electric Horseman          | 앨리스 "핼리" 마틴                     |                          |
| 1980 | 나인 투 파이브                                    | 9 to 5                         | 주디 번리                              |                          |
| 1981 | 황금 연못                                         | On Golden Pond                 | 첼시 세이어 웨인                       |                          |
| 1981 | 화려한 음모                                       | Rollover                       | 리 윈터스                              |                          |
| 1984 | 더 돌메이커                                       | The Dollmaker                  | 거티 네블스                            | TV 영화                  |
| 1985 | 신의 아그네스                                     | Agnes of God                   | 정신과 의사 마사 리빙스턴              |                          |
| 1986 | 살의의 아침                                       | The Morning After              | 앨릭스 스턴버건                        |                          |
| 1989 | 올드 그링고                                       | Old Gringo                     | 해리엇 윈즐로                          |                          |
| 1990 | 스탠리와 아이리스                                 | Stanley & Iris                 | 아이리스 에스텔 킹                     |                          |
| 2002 | 데브라 윙거를 찾아서                              | Searching for Debra Winger     | 본인                                   | 다큐멘터리               |
| 2005 | 퍼펙트 웨딩                                       | Monster-in-Law                 | 바이올라 필즈                          |                          |
| 2007 | 조지아 룰                                         | Georgia Rule                   | 조지아 랜들                            |                          |
| 2007 | 헤어 - 그 40년의 역사                             | Hair, Let the Sun Shine In     | 본인                                   | 자료 화면; TV 다큐멘터리 |
| 2013 | 버틀러: 대통령의 집사                             | The Butler                     | 낸시 레이건                            |                          |
| 2014 | 당신 없는 일주일                                  | This Is Where I Leave You      | 힐러리 올트먼                          |                          |
| 2015 | 유스                                              | Youth                          | 브렌다 모렐                            |                          |
| 2015 | 파더 앤 도터                                      | Fathers and Daughters          | 테디 스탠턴                            |                          |
| 2016 | 리틀 프린세스 소피아: 엘레나와 비밀의 아발로 왕국 | Elena and the Secret of Avalor | 슈리키                                 | TV 애니메이션 영화       |
| 2017 | 밤에 우리 영혼은                                  | Our Souls at Night             | 애디 무어                              |                          |
| 2018 | 북클럽                                            | Book Club                      | 비비언                                 |                          |
| 2022 | 럭                                                | Luck                           | 베이브                                 | 애니메이션               |
| 2023 | 에이티 포 브래디                                  | 80 for Brady                   | 트리시                                 |                          |
| 2023 | 북 클럽: 넥스트 챕터                              | Book Club: The Next Chapter    | 비비언                                 |                          |
| 2023 | 틴에이지 크라켄 루비                              | Ruby Gillman, Teenage Kraken   | 할마마마                               | 애니메이션               |

### 텔레비전
| 연도    | 제목                         | 원제                           | 배역            | 비고                                             |
| ------- | ---------------------------- | ------------------------------ | --------------- | ------------------------------------------------ |
| 2012-14 | 뉴스룸                       | The Newsroom                   | 리오나 랜싱     | 10회분                                           |
| 2014    | 심슨 가족                    | The Simpsons                   | 맥신 롬바드     | 애니메이션; "Opposites A-Frack" 편               |
| 2015-22 | 그레이스 앤 프랭키           | Grace and Frankie              | 그레이스 핸슨   | 94회분; 총괄 제작 겸임                           |
| 2017-20 | 아발로 왕국의 엘레나         | Elena of Avalor                | 슈리키          | 애니메이션; 10회분                               |
| 2020    | 엘런 디제너러스 쇼           | The Ellen DeGeneres Show       | 본인(초대 손님) | 2020년 1월 17일자                                |
| 2020    | 누가 백만장자가 되고 싶은가? | Who Wants to Be a Millionaire? | 본인(경쟁자)    | "Nikki Glaser, Jane Fonda & Anthony Anderson" 편 |

## 수상 내역
- 1960년 로렐어워즈 신인여우상
- 1961년 헤이스 푸딩 씨어트리컬 올해의 여성상
- 1963년 제20회 골든 글로브 시상식 신인여우상
- 1966년 로렐어워즈 코미디부문 여자배우상
- 1969년 제34회 뉴욕 비평가 협회상 여우주연상
- 1970년 골든애플어워즈 소어애플상
- 1970년 캔자스시티 비평가 협회상 여우주연상
- 1971년 NAACP 이미지어워드 영화부문 여우주연상
- 1971년 제36회 뉴욕 비평가 협회상 여우주연상
- 1972년 포토그레머 플레타 어워즈 여자배우상
- 1972년 캔자스시티 비평가 협회상 여우주연상
- 1972년 제6회 전미 비평가 협회상 여우주연상
- 1972년 제29회 골든 글로브 시상식 드라마부문 여우주연상
- 1972년 제44회 미국 아카데미 시상식 여우주연상
- 1973년 제30회 골든 글로브 시상식 여자인기상
- 1977년 골든애플어워즈 올해의 여성상
- 1977년 다비드 디 도나텔로 비평가 협회상 여우주연상
- 1977년 제34회 골든 글로브 시상식 드라마부문 여우주연상
- 1977년 제30회 영국 아카데미 시상식 여우주연상
- 1979년 로스앤젤레스 비평가 협회상 여우주연상
- 1979년 제36회 골든 글로브 시상식 여자인기상
- 1979년 제36회 골든 글로브 시상식 드라마부문 여우주연상
- 1979년 제51회 미국 아카데미 시상식 여우주연상
- 1979년 주피터 어워즈 외국여자배우상
- 1979년 쇼웨스트 어워즈 올해의 여자배우상
- 1980년 제37회 골든 글로브 시상식 여자인기상
- 1980년 제33회 영국 아카데미 시상식 여우주연상
- 1980년 제6회 피플스 초이스 어워즈 가장 좋아하는 여자배우상
- 1980년 아메리칸 무비 어워즈 가장 좋아하는 영화배우상
- 1981년 제7회 피플스 초이스 어워즈 가장 좋아하는 여자배우상
- 1981년 아메리칸 무비 어워즈 여우조연상
- 1981년 유타 비평가 협회상 여우조연상
- 1981년 우먼 인 크리스탈 어워즈 크리스탈상
- 1982년 제8회 피플스 초이스 어워즈 가장 좋아하는 여자배우상
- 1982년 퍼플릭시스트 길드 오브 아메리카 어워즈 쇼멘쉽상
- 1983년 제9회 피플스 초이스 어워즈 가장 좋아하는 여자배우상
- 1984년 제36회 에미상 TV영화/미니시리즈부문 여우주연상
- 1993년 골든부츠어워즈 특별상
- 2005년 제76회 미국 비평가 협회상 평생공로상
- 2007년 제60회 칸 영화제 공로상
- 2011년 온라인영화&텔레비전 협회상 명예상
- 2013년 제3회 크리틱스 드라마 어워즈 드라마부문 게스트상
- 2014년 그레이스 알렌 어워즈 게스트여자배우상
- 2014년 제42회 미국영화연구소 평생공로상
- 2015년 온라인영화&텔레비전 협회상 TV코미디부문 여우주연상
- 2015년 제19회 할리우드영화제 여우조연상
- 2016년 제31회 산타바바라 국제영화제 커크 더글러스상
- 2017년 제52회 골든카메라시상식 평생공로상